# María Isabel Ostolaza Elizondo
María Isabel Ostolaza Elizondo (Santesteban, 17 de marzo de 1950) es una historiadora española, especializada en fuentes históricas, paleografía y diplomática, que ha ejercido como profesora y catedrática de Ciencias y Técnicas Historiográficas en la Universidad de Navarra, Universidad Complutense de Madrid y en la Universidad Pública de Navarra. Está jubilada desde agosto de 2018. Es miembro de la Real Academia de la Historia como correspondiente de Navarra.

## Biografía
Nacida en la localidad de Santesteban, es hija de un mecánico y fontanero y de una ama de casa. Su interés por la historia surgió en las veladas hogareñas oyendo relatos de los mayores. Sus padres, «que no distinguían entre hijos e hijas» le pagaron sus estudios en la Universidad de Navarra donde se licenció en 1973 en Filosofía y Letras. Cuatro años más tarde, en 1977 se doctoró con una tesis sobre la Colegiata de Santa María de Roncesvalles que fue dirigida por Santos García Larragueta y cuyo tribunal estaba formado por Luis Núñez Contreras (secretario), José María Lacarra, Ángel Martín Duque y Ángel Canellas López (vocales).
Trabaja como profesora ayudante en la Universidad de Navarra hasta que 1983 consigue, por oposición, plaza de profesora titular en la Universidad Complutense. Durante nueve años ejerce en Madrid hasta que en 1991 es nombrada, por concurso de méritos, profesora titular del área Ciencias y Técnicas Historiográficas, trasladándose de nuevo a Pamplona, a la Universidad Pública de Navarra. Será en este centro, en 1996, cuando obtenga la Cátedra de Ciencias y Técnicas Historiográficas.

## Obras y publicaciones
Autora de numerosas publicaciones y libros, destacan entre ellos:
- 1977. Colección diplomática de Santa María de Roncesvalles (1127-1300), tema de su tesis doctoral dirigida por Santos García Larragueta, defendida en la Universidad de Navarra.[3] Fue publicada por la Institución Príncipe de Viana en 1978. ISBN 84-235-0349-6
- 1991. Administración y documentación pública castellano-leonesa durante el reinado de Sancho IV-Alfonso XI (1282-1350): organismos, atribuciones, tipología documental. Universidad Complutense de Madrid.
- 1998. Catálogo de documentación navarra del siglo XVI en la Cámara de Castilla. Universidad Pública de Navarra. ISBN 84-95075-18-2
- 1999. Gobierno y administración de Navarra bajo los Austrias (siglos XVI-XVII). Gobierno de Navarra. ISBN 84-235-1917-1
- 2004. Las Cortes de Navarra en la etapa de los Austrias (s. XVI-XVII). Parlamento de Navarra. ISBN 84-87460-34-8
- 2004. Impresores y libreros en Navarra durante los siglos XV-XVI. Universidad Pública de Navarra. ISBN 84-9769-050-8
- 2007. Cultura y élites de Navarra en la etapa de los Austrias. Gobierno de Navarra, en colaboración con Juan Ignacio Panizo Santos. ISBN 978-84-235-3008-3
- 2011. Fernando el Católico y la empresa de Navarra (1512-1516). Ministerio de Justicia (España). En colaboración con Juan Ignacio Panizo Santos y María Jesús Berzal Tejero. ISBN 978-84-235-3289-6
- 2014. Archivos históricos de Navarra. Tipología y documentación de los archivos medievales y del Antiguo Régimen". Universidad Pública de Navarra. Colección Historia, 32 ISBN 978-84-9769-305-9
- 2018. La memoria de los libros: las bibliotecas del Císter navarro hasta la desamortización. Universidad Pública de Navarra.  Colección Historia, 32  ISBN 978-84-9769-331-8
- 2022. Historia de la villa y valle de Santesteban de Lerín. Editorial Liber. De reciente publicación, se ocupa de su localidad natal. ISBN 978-84-89339-58-3